# Титии
Титии или Тиции (Titii; Titier) са римски благороднически род от късната Римска република. Името Титий (Titius) произлиза от малкото име Тит (Titus).
Познати с това име:
- Секст Титий (трибун 462 пр.н.е.), народен трибун 462 пр.н.е.
- Гай Титий, конник и писател, 2 век пр.н.е.
- Секст Титий, народен трибун, 99 пр.н.е.
- Публий Титий, народен трибун, 43 пр.н.е.
- Луций Титий, зет на Луций Мунаций Планк, 43 пр.н.е.
- Марк Титий, син на горния, консул 31 пр.н.е.
- Марк Титий Фруги, суфектконсул 80 г.
- Луций Епидий Титий Аквилин, консул 125 г.
- Луций Титий Плавций Аквилин, син на горния, консул 162 г.